# Икса (Марий Эл)
 Икса  — деревня в Юринском районе Республики Марий Эл. Входит в состав Юркинского сельского поселения.

## География
Находится в юго-западной части республики Марий Эл на левобережье Ветлуги на расстоянии приблизительно 21 км на север от районного центра посёлку Юрино.

## История
Известна с конца XVIII века, когда в ней было отмечено 8 дворов. Работал колхоз «Пятилетка». В 1992 году проживало 28 человек. После войны здесь проживали на поселении депортированные крымские татары, казаки.

## Население
Население составляло 15 человек (русские 33 %, мари 60 %) в 2002 году, 18 в 2010.